# Dispersione trans-oceanica
La dispersione oceanica o dispersione trans-oceanica (spesso indicata con il termine anglosassone rafting) è un meccanismo ipotizzato per spiegare la dispersione di animali terrestri da un territorio ad un altro, attraverso una grande barriera d'acqua.

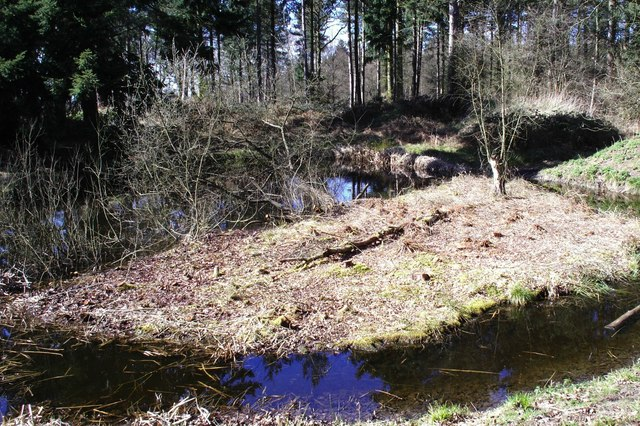
La creazione di "zattere" di vegetazione lungo il corso dei fiumi è uno dei meccanismi alla base della dispersione oceanica.

Alla base del fenomeno c'è spesso la creazione di vere e proprie zattere di vegetazione galleggiante, quali quelle che si creano lungo il corso di alcuni fiumi tropicali per il distacco di zolle di terreno, all'interno delle quali possono restare intrappolate varie specie di animali.
Tale meccanismo ha giocato un ruolo importante per la colonizzazione da parte dei mammiferi di territori come per esempio il Madagascar e il Sud America. L'antenato dei lemuri del Madagascar sarebbe giunto in quel territorio grazie ad un evento di dispersione attraverso il canale del Mozambico tra 50 e 60 milioni di anni fa. Analogamente, si ritiene che le scimmie del Nuovo Mondo si siano originate in Africa ed abbiano raggiunto il Sud America durante l'Oligocene, quando i due continenti erano molto più vicini di adesso.